# Jacques Donzelot
Pour les articles homonymes, voir Donzelot.
 (décembre 2022).
Si vous disposez d'ouvrages ou d'articles de référence ou si vous connaissez des sites web de qualité traitant du thème abordé ici, merci de compléter l'article en donnant les références utiles à sa vérifiabilité et en les liant à la section « Notes et références ».
Jacques Donzelot est un historien du social et sociologue de l'urbain français né en 1943.

## Biographie
(mars 2023).
Assistant puis maître de conférences à l'Université de Nanterre depuis 1970, il a été de 1990 à 1993 évaluateur de la politique de la ville. Conseiller scientifique du « Plan Urbanisme Construction Architecture » depuis 1999, il dirige aux PUF une collection intitulée « La ville en débat » depuis janvier 2008.

## Publications
- avec Michèle Manceaux, Cours, camarade, le P.C.F. est derrière toi, Gallimard, 1974.
- La police des familles, postface de Gilles Deleuze, Éditions de Minuit, 1977 ; éd. poche coll. « Reprise », 2005.
- L'invention du social : essai sur le déclin des passions politiques, Fayard, Éditions du Seuil, 1984 ; éd. poche coll. « Points essais », 1994, prix de Joest de l’Académie française 1984.
- (dir.), Face à l'exclusion, le modèle français, Esprit, 1991.
- avec Philippe Estèbe, L'État animateur : essai sur la politique de la ville, Esprit, 1994.
- avec Catherine Mével et Anne Wyvekens, Faire société : la politique de la ville aux États-Unis et en France, Éditions du Seuil, coll. « La couleur des idées », 2003.
- 2006 : Quand la ville se défait : quelle politique face à la crise des banlieues ?, Éditions du Seuil, 2006 ; éd. poche, coll. « Points essais », 2008.
- 2009 : Vers une citoyenneté urbaine : la ville et l'égalité des chances, Éditions de la rue d'Ulm, 2009.
- 2009 : La ville à trois vitesses, Éditions de la Villette, 2009.
- 2012 : (dir.), À quoi sert la rénovation urbaine ?, PUF, coll. « La ville en débat », 2012.
- 2013 : La France des cités. Le chantier de la citoyenneté urbaine, Fayard